# Ferdinand Schramm

Ferdinand Schramm

Ferdinand Schramm (* 15. April 1889 in Grünholz; † 1. August 1964 in Aumühle) war ein deutscher Politiker (NSDAP) und Reichshandwerksmeister.

## Leben und Wirken
Nach dem Besuch der Volksschule absolvierte Schramm von 1904 bis 1908 eine Maschinenbaulehre. Von 1908 bis 1910 gehörte er dem Eisenbahnregiment in Schöneberg an. Im Anschluss an drei Jahre praktischer Tätigkeit wurde er von 1913 bis 1914 an der höheren Maschinenbauschule in Hamburg ausgebildet. Unterbrochen durch die Teilnahme am Ersten Weltkrieg schloss er seine Ausbildung dort 1920 mit der Ingenieurprüfung (Examen für praktische Ingenieurarbeit) ab. Anschließend arbeitete er auf einer Hamburger Werft als Schiffmaschineningenieur. 1925 gründete Schramm eine eigene Firma in Altona (Maschinenbau für elektrische Maschinen und Schlosserei). Angeregt durch Hamburger Reeder, die ihn dazu ermutigten, Kaffeemühlen für ihre Fahrgastschiffe herzustellen, entwickelte Schramme eine „Hanseat“ genannte Kaffeemühle, die den Grundstock seines Betriebes bildete. Später spezialisierte er sich auf den Bau von Schiffsteilen (Torpedostände, Schiffsmaschinen etc.). 1928 zog er mit seinem Betrieb nach Halstenbek um.
Um diese Zeit heiratete er seine Frau Elsa. Aus seiner Ehe gingen zwei Töchter hervor.
Am 5. Mai 1927 trat Schramm in die Nationalsozialistische Deutsche Arbeiterpartei (Mitgliedsnummer 61.010) ein. Nachdem er zunächst die Ortsgruppe Halstenbek geführt hatte, wurde er 1929 Kreistagsabgeordneter und Gemeindevertreter in Halstenbek. Ferner wurde er Mitglied des Preußischen Provinzialrats und Kreisleiter in Pinneberg. Außerdem wurde er Mitglied der Schutzstaffel (SS). Am 31. Mai 1932 zog Schramm im Nachrückverfahren für Joachim Meyer-Quade in den Reichstag der Weimarer Republik ein. Nachdem sein Mandat bei den folgenden sechs Reichstagswahlen – im Juli 1932, November 1932, März 1933, November 1933, März 1936 und Mai 1938 – bestätigt wurde, gehörte er dem deutschen Parlament insgesamt knapp dreizehn Jahre lang, vom Mai 1932 bis zum Mai 1945 an. Zu den wichtigen parlamentarischen Ereignissen, an denen Schramm sich während seiner Abgeordnetenzeit beteiligte, gehörte unter anderem die Abstimmung über das – auch mit Schramms Stimme beschlossenen – Ermächtigungsgesetz im März 1933.
Nach der nationalsozialistischen „Machtergreifung“ amtierte Schramm als Präsident des Handwerksinstituts Berlin. Auf Vorschlag von Hjalmar Schacht wurde Schramm Ende 1936 als Nachfolger von Wilhelm Georg Schmidt zum Reichshandwerkmeister ernannt. Im Januar 1938 erhielt er den Titel eines Reichshandwerkmeisters. Ferner war er NSDAP-Kreisleiter im Kreis Pinneberg und Vorsitzender der Handwerkskammer zu Altona sowie Landeshandwerksmeister Nordmark.
An der Bundestagswahl 1953 nahm Schramm als Direktkandidat für den Dachverband der Nationalen Sammlung (DNS) als Direktkandidat im Bundestagswahlkreis Pinneberg teil. Er erreichte mit 424 Erststimmen und 0,4 % der abgegebenen Stimmen das schlechteste von allen acht angetretenen Bewerbern im Wahlkreis.
1953 wurde Schramm wegen des Versuchs, „eine Zelle zum Wiederaufbau einer rechtsradikalen Partei“ zu bilden, zu einer Gefängnisstrafe verurteilt.

## Schriften
- Die Kosten von Laufkrananlagen in Stahlbauwerkstätten, 1934.
- Die Erneuerung des Handwerks, s. a. [1936].
- Handwerk und Kultur, 1938.
- Das Lebensbild des deutschen Handwerks, 1938.
- Der Reichsstand des deutschen Handwerks, Berlin 1941.